# Všemina
Všemina är en ort i Tjeckien.   Den ligger i regionen Zlín, i den östra delen av landet, 270 km öster om huvudstaden Prag. Všemina ligger 385 meter över havet och antalet invånare är 1 061.
Terrängen runt Všemina är huvudsakligen kuperad, men åt sydväst är den platt. Runt Všemina är det ganska tätbefolkat, med 58 invånare per kvadratkilometer. Närmaste större samhälle är Zlín, 16,1 km väster om Všemina. I omgivningarna runt Všemina växer i huvudsak blandskog.